# PWI Stanley Weston Award
Le PWI Stanley Weston Award, décerné tous les ans depuis 1981 par le magazine de catch Pro Wrestling Illustrated, reconnaît l'ensemble de la carrière d'une personnalité du catch ; ce prix est décerné par l'équipe du magazine. Le trophée était connu comme le PWI Editor's Award. À partir de l'édition de mars 2003, le trophée fut renommé en l'honneur du fondateur et rédacteur pendant de nombreuses années du PWI, Stanley Weston (en), décédé en 2002.

## Palmarès
† indique une récompense posthume.
| Année | Gagnant                                              |
| ----- | ---------------------------------------------------- |
| 1981  | Bruno Sammartino                                     |
| 1982  | Lou Thesz                                            |
| 1983  | The Grand Wizard (en) †                              |
| 1984  | David Von Erich (en) †                               |
| 1985  | Dan Shocket †                                        |
| 1986  | Verne Gagne                                          |
| 1987  | Paul Boesch                                          |
| 1988  | Bruiser Brody † Adrian Adonis †                      |
| 1989  | Gordon Solie                                         |
| 1990  | Buddy Rogers                                         |
| 1991  | Fabulous Moolah                                      |
| 1992  | Stanley Weston (en)                                  |
| 1993  | André the Giant †                                    |
| 1994  | Lou Albano                                           |
| 1995  | Ricky Steamboat                                      |
| 1996  | Danny Hodge                                          |
| 1997  | Arn Anderson                                         |
| 1998  | Bobo Brazil †                                        |
| 1999  | Owen Hart †                                          |
| 2000  | Freddie Blassie                                      |
| 2001  | Johnny Valentine (en) †                              |
| 2002  | Jim Ross                                             |
| 2003  | Bret Hart                                            |
| 2004  | Pat Patterson                                        |
| 2005  | Eddie Guerrero †                                     |
| 2006  | Harley Race                                          |
| 2007  | Nick Bockwinkel                                      |
| 2008  | Ric Flair                                            |
| 2009  | Vince McMahon                                        |
| 2010  | Killer Kowalski †                                    |
| 2011  | Randy Savage †                                       |
| 2012  | Bobby Heenan                                         |
| 2013  | Dusty Rhodes †                                       |
| 2014  | Dory Funk Jr.                                        |
| 2015  | Roddy Piper †                                        |
| 2016  | Dick "Destroyer" Beyer                               |
| 2017  | Jack Brisco (en) †                                   |
| 2018  | Antonio Inoki                                        |
| 2019  | Stone Cold Steve Austin                              |
| 2020  | Madusa Miceli Stu Saks                               |
| 2021  | Ron Simmons Terry Funk                               |
| 2022  | Manami Toyota Bill Apter (en) George Napolitano (en) |
| 2023  | Sting Nancy Benoit †                                 |

## Source
1. ↑  (en-US) « PWI ACHIEVEMENT AWARDS – PWI Pro Wrestling Illustrated », 2 août 2023 (consulté le 4 août 2023)
2. ↑  (es) Solowrestling, « Sting recibe el mayor galardón de Pro Wrestling Illustrated », 11 janvier 2024 (consulté le 19 mai 2024)
3. ↑  (es) Nicolas Lafferriere, « Nancy Benoit recibe un reconocimiento póstumo de Pro Wrestling Illustrated », 19 janvier 2024 (consulté le 19 mai 2024)